# Provinciale weg 446
De provinciale weg 446 (N446) is een provinciale weg in de provincie Zuid-Holland. De weg vormt een verbinding tussen de N445 ten noorden van Leiderdorp en de bebouwde kom van Ter Aar. Ten westen van Hoogmade heeft de weg een aansluiting op de A4 richting Den Haag en Amsterdam.
De weg is uitgevoerd als tweestrooks-gebiedsontsluitingsweg met buiten de bebouwde kom een maximumsnelheid van 80 km/h. In de gemeente Leiderdorp heet de weg Provincialeweg, in de gemeente Kaag en Braassem draagt de weg de straatnamen Doespolderweg, Ofwegen (naar de gelijknamige buurtschap), Kerkweg en Kruisweg. In de gemeente Nieuwkoop heet de weg Langeraarseweg en Aardamseweg.
Tot 1993 was de weg in het provinciaal wegenplan van de provincie Zuid-Holland opgenomen als secundaire weg S6. De invoering van de Wet herverdeling wegenbeheer per 1 januari van dat jaar betekende een grondige verandering in de eigendomsstructuur van wegen. Tegelijkertijd werd een derde fase van het N-wegnummersysteem ingevoerd. De Zuid-Hollandse S6 werd in dit systeem opgenomen als N446.

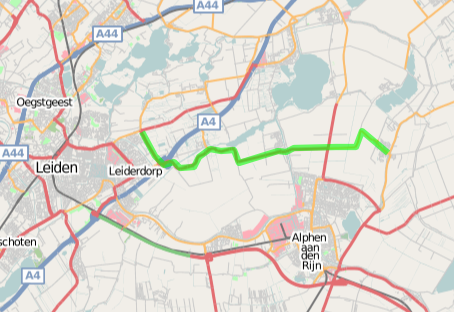
Detailkaart traject

N23 · N194 · N196 · N197 · N198 · N199 · N200 · N201 · N202 · N203 · N204 · N205 · N206 · N207 · N208 · N209 · N210 · N211 · N212 · N213 · N214 · N215 · N216 · N217 · N218 · N219 · N220 · N221 · N222 · N223 · N224 · N225 · N226 · N227 · N228 · N229 · N230 · N231 · N232 · N233 · N234 · N235 · N236 · N237 · N238 · N239 · N240 · N241 · N242 · N243 · N244 · N245 · N246 · N247 · N248 · N249 · N250 · N307

N401 · N402 · N403 · N404 · N405 · N406 · N407 · N408 · N409 · N410 · N411 · N412 · N413 · N414 · N415 · N416 · N417 · N418 · N419 · N420 · N421 · N439 · N440 · N441 · N442 · N443 · N444 · N445 · N446 · N447 · N448 · N449 · N450 · N451 · N452 · N453 · N454 · N455 · N456 · N457 · N458 · N459 · N460 · N461 · N462 · N463 · N464 · N465 · N466 · N467 · N468 · N469 · N470 · N471 · N472 · N473 · N474 · N475 · N476 · N477 · N478 · N479 · N480 · N481 · N482 · N483 · N484 · N487 · N488 · N489 · N490 · N491 · N492 · N493 · N494 · N495 · N496 · N497 · N498 · N501 · N502 · N503 · N504 · N505 · N505 (Andijk) · N506 · N507 · N508 · N509 · N510 · N511 · N512 · N513 · N514 · N515 · N516 · N517 · N518 · N519 · N520 · N521 · N522 · N523 · N524 · N525 · N526 · N527 · N806 · N830 · N848

Cursief vermelde wegen zijn voormalige Provinciale wegen